# Iryanthera tricornis
Iryanthera tricornis är en tvåhjärtbladig växtart som beskrevs av Adolpho Ducke. Iryanthera tricornis ingår i släktet Iryanthera och familjen Myristicaceae. Inga underarter finns listade i Catalogue of Life.